# Processus mastoideus
De processus mastoideus (synoniem: het mastoïd), ofwel het tepelvormig uitsteeksel van het slaapbeen, is bij de mens een uitstekend deel van de onderzijde van het os temporale (slaapbeen) en maakt deel uit van de schedel. De processus mastoideus is gelegen achteronder het oor. Spieren die aanhechten zijn de musculus digastricus, musculus sternocleidomastoideus, musculus splenius capitis, en de musculus longissimus capitis. Het uitsteeksel heeft aldus een functie bij het buigen van het hoofd en het openen van de mandibula, de bij de mens tot één geheel vergroeide onderkaakshelften.
De processus mastoideus is bij mannen groter dan bij vrouwen. Dat grootteverschil is een van de kenmerken waaraan het geslacht van een in de bodem gevonden menselijke schedel kan worden bepaald. 

## Evolutionaire oorsprong
De processus mastoideus is homoloog aan het os epioticum, wat een been is van het achterste schedeldak bij meer basale vissen en een oorbeen bij de Amniota. Bij de zoogdieren vergroeit de processus mastoideus typisch volledig met het slaapbeen. Dit kenmerk is oorspronkelijk voor de kroongroep Mammalia, de afstammelingen van de laatste gemeenschappelijke voorouder van alle nog levende zoogdieren, en een mogelijke synapomorfie, gedeelde afgeleide eigenschap, van die kroongroep.

## Etymologie
De Griekse arts Galenus onderscheidde aan het slaapbeen drie processus (ἀποφύσεις), waaronder de mastoideus (μαστοειδής), afkomstig van het Griekse μαστός, mastos, wat borst betekent. Naar dezelfde betekenis verwijst de negentiende-eeuwse benaming "tepelbeen" die soms nog informeel gebruikt wordt.